# بجوکان بالا
بجوکان بالا، روستایی از توابع بخش آهوران شهرستان نیک‌شهر در استان سیستان و بلوچستان ایران است.

## جمعیت
این روستا در دهستان چانف قرار دارد و براساس سرشماری مرکز آمار ایران در سال ۱۳۹۵، جمعیت آن ۲۴۳ نفر (۷۰ خانوار) بوده‌است.